# فندق حياة ريجنسي دبي
فندق حياة ريجنسي هو أحد فنادق ال5 نجوم في دبي ومن ضمن سلسلة فنادق حياة ريجنسي، يقع في كورنيش ديرة. يحتوي على 421 غرفة مكونة من 388 شقة وغرفة استقبال واسعة وقد بني في سنة 1980.